# ドゥ・ユー・ノウ・ワット・アイ・ミーン?
| 専門評論家によるレビュー | 専門評論家によるレビュー |
| レビュー・スコア         | レビュー・スコア         |
| 出典                     | 評価                     |
| ------------------------ | ------------------------ |
| AllMusic                 | [ 1 ]                    |
| MusicBrainz              | [ 2 ]                    |

「ドゥ・ユー・ノウ・ワット・アイ・ミーン？」（原題：D'You Know What I Mean?）は、1997年7月7日にオアシスが発表した楽曲、及び同曲を収録したシングル。通算13枚目のシングル。

## 概要
ノエル・ギャラガーの作詞・作曲。ボーカルはリアム・ギャラガー。通算3枚目のオリジナル・アルバム『ビィ・ヒア・ナウ』（1997年8月）から最初のシングル・カットである。同アルバムでも1曲目に収録されており、アルバムを代表する曲である。シングル・バージョンはイントロのプロペラ飛行機のSEがないため、アルバム・バージョンよりも約20秒短い。
序盤（Aメロ）の歌詞にビートルズの楽曲「フール・オン・ザ・ヒル」と「アイ・フィール・ファイン」、ボブ・ディランの楽曲「血の轍」とドキュメンタリー映画『ドント・ルック・バック』が言及されている。
モールス信号はビートルズの「ストロベリー・フィールズ・フォーエバー」に触発されたものである。
始終「ワンダーウォール」の流れを汲むギター、ドラム、シンセサイザーなどのリフを聴くことができる。
ノエル・ギャラガーはソングライティングに関して次のような発言をしたことがある。
各国の週間シングルチャートでは、全英シングルチャートを始め、アイルランド、スペインなどで1位を獲得した。日本では最大のセールスを記録し、日本のオリコンシングルチャートでは28位を記録している。母国のイギリスではオアシスのシングルの中で、「ワンダーウォール」に次ぐ、2番目のセールスを記録した曲であり、イギリスの1997年のシングルでは12位の売上を記録している。
2011年10月、イギリスの音楽誌NMEがウェブ開設15周年記念で企画した「過去15年のベスト150曲」（150 Best Tracks Of The Past 15 Years）の77位に選んだ。
オアシスのメンバーがヘリコプターから降り立ち演奏に移る音楽ビデオは極めて凝って作り込まれた作品に仕上がった。

## B面
3曲あり、どれも『ビィ・ヒア・ナウ』のオリジナル盤には収録されていない。
- 「ステイ・ヤング」 - 後に『ザ・マスタープラン』と『ビィ・ヒア・ナウ（デラックス・エディション）』に収録。
- 「エンジェル・チャイルド （デモ）」 - 後に『ビィ・ヒア・ナウ（デラックス・エディション）』に収録。
- 「ヒーローズ」 - どのアルバムに収録されておらず、このシングルでしか聴くことができない。

### ステイ・ヤング
ノエル・ギャラガーによるとポップ過ぎるということであるが、キャッチーなアップビートで歌詞は十代を奮い立たせ、ファンからは人気が高い。ボーカルはリアム。
ドミニク・ペドラー著『The Songwriting Secrets Of The Beatles』（2010年）によると、「ステイ・ヤング」（またオアシスの「ディグジーズ・ディナー」も）はアーサー・アレキサンダーの楽曲でビートルズがカバーした「Soldier of Love」のⅠ-Ⅲ7-Ⅳ-Ⅴ7というコード進行がポップの勝利者であることを証明しているのだという。
最後のギターリフはオアシスのライバル・ブラーの1994年のヒット曲「Girls & Boys」のコーラス（サビ）のようなギターでフェードアウトする。ブラーのベーシスト・アレックス・ジェームスによる2013年の話では、今やブラーのリーダー・デーモン・アルバーンとオアシスのリーダー・ノエル・ギャラガーは親友のように仲がいいとのこと。
ノエルは「ステイ・ヤング」ではなく「マジック・パイ」をアルバム『ビィ・ヒア・ナウ』に収録し、「ステイ・ヤング」が収録されなかったことに当惑しているファンもいる。しかし実際、アルバム『ビィ・ヒア・ナウ』の表題曲「ビィ・ヒア・ナウ」のコーラス部分; “Hey, — ” には、「ステイ・ヤング」のギターリフレインが入っている。
ファンから熱い支持を受けた「ステイ・ヤング」はB面コレクションアルバム『ザ・マスタープラン』に収録された。
1998年12月に米国で公開されたホラー映画『パラサイト』のエンドロールに「ステイ・ヤング」が使用された。「ステイ・ヤング」は、『パラサイト』サウンドトラックに収録された他、2011年にSony Music Japanがリリースした1990年代の映画音楽コンピレーションアルバムに『ボディガード』の「オールウェイズ・ラヴ・ユー」、『タイタニック』の「マイ・ハート・ウィル・ゴー・オン」などと一緒に収録された。
日本のロックバンドBase Ball Bearのボーカルである小出祐介は、この曲のライブ映像を観ながらコピーに明け暮れたというエピソードをTwitterにて明かしている。
2012年、米国のペーストが「オアシスのベストB面曲×15」（The 15 Best Oasis B-Sides）の7位に「ステイ・ヤング」を選んだ。
2013年、英国のNME誌がノエルの5月29日誕生祝に「最も偉大なオアシスのBサイド20曲」（Oasis: 20 Of The Band's Greatest B-sides）の1曲として「ステイ・ヤング」を選んだ。

### エンジェル・チャイルド
ノエルがボーカルのアコースティックギター曲。デモ・ヴァージョン。
ペースト「オアシスのベストB面曲×15」の15位。NME「最も偉大なオアシスのBサイド20曲」のうちの1曲。
2012年8月14日、「War Child」支援ライブ（カムデン・ロンドン特別区）に参加したノエルはレコーディング以来聴いていないというこの曲のライブ初演奏をした。

### ヒーローズ
デヴィッド・ボウイの「ヒーローズ」のカバー。ボーカルはノエル。

## ミュージック・ビデオ
ドム・アンド・ニック監督によるミュージック・ビデオは、外観上、破滅後の世界が設定され、軍用ヘリコプターが続々とやってきて頭上を飛ぶ中、バンドが演奏する様を見せている。何台かのヘリコプターは着陸し、群衆がバンド演奏を観に集まり、カラー発煙弾が撒かれる。最後に、バンドメンバーは1台のヘリコプターに搭乗して飛び去る。
ロンドンのベックトン・ガス工場をロケ地に撮影されたが、"Do you know what I mean?" と "Be here now" というフレーズが周辺建物の1つにチェコ語でペイントされているのがわかる。リアム・ギャラガーはシュノーケル・パーカーを着込み、個性あるオーダーメイドのサングラスを見せ付ける。
使用されたヘリコプターはイギリス陸軍アグスタウェストランド リンクス AH.7である。一方の1台はAH.7(DAS) の変形であり、尾の下にある特有の"disco ball" IR-jammingが目立つ。もう一方は"stock" AH.7ではあるが、TOW対戦車ミサイル装置が左側フロントシート上に設置されている。ヘリコプターは2台だけ使用されたのであるが、スプリットスクリーン編集、カメラアングル、CGI等のポストプロダクション技術がヘリコプターの大群シーンをビデオの中に造り出した。
オアシスは後に、ビデオのためにヘリコプターを調達したことを偽善と非難された。2002年に、イギリス陸軍が「モーニング・グローリー」をBGMとして使用した隊員募集ビデオを引っさげることになったおかげで、オアシスは戦争と軍事への猛烈な反対で非難を浴びたのである。

## 収録曲
- 英国盤CD CRESCD 256 日本盤CD ESCA-6728
  1. ドゥ・ユー・ノウ・ワット・アイ・ミーン？ - "D'You Know What I Mean?" - 7:22
  2. ステイ・ヤング - "Stay Young" - 5:06
  3. エンジェル・チャイルド - "Angel Child" (demo) - 4:28
  4. ヒーローズ - "Heroes" (David Bowie/Brian Eno) - 4:09
- 7インチアナログ CRE 256
  1. ドゥ・ユー・ノウ・ワット・アイ・ミーン？ - "D'You Know What I Mean?" - 7:22
  2. ステイ・ヤング - "Stay Young" - 5:06
- 12インチアナログ CRE 256T
  1. ドゥ・ユー・ノウ・ワット・アイ・ミーン？ - "D'You Know What I Mean?" - 7:22
  2. ステイ・ヤング - "Stay Young" - 5:06
  3. エンジェル・チャイルド - "Angel Child" (demo) - 4:28
- カセット CRECS 256
  1. ドゥ・ユー・ノウ・ワット・アイ・ミーン？ - "D'You Know What I Mean?" - 7:22
  2. ステイ・ヤング - "Stay Young" - 5:06

## チャート
| チャート (1997年)                              | 最高位 |
| ---------------------------------------------- | ------ |
| 全英シングルチャート                           | 1      |
| アイリッシュ・シングルチャート                 | 1      |
| オーストラリアレコード産業協会シングルチャート | 16     |
| ニュージーランド (Recorded Music NZ)           | 4      |
| カナディアン・シングルチャート                 | 3      |
| カナディアンRPM シングルチャート               | 10     |
| カナディアンRPM オルタナティブ30               | 1      |
| 米国ビルボード Hot 100 エアプレイ              | 49     |
| 米国ビルボード モダン・ロック・トラックス      | 4      |
| イタリア音楽産業協会シングルチャート           | 3      |
| オーストリア                                   | 38     |
| オランダ                                       | 31     |
| スペインプロムシカエ・シングルチャート         | 1      |
| スウェーデンスヴァリイェトプリストン           | 2      |
| フィンランド公式チャート                       | 1      |
| ノルウェーVG-lista                             | 3      |
| 日本オリコンシングルチャート                   | 28     |

| 先代 "I'll Be Missing You" パフ・ダディー & フェイス・エヴァンス | 全英シングルチャート ナンバーワン・シングル 1997年7月13日 – 1997年7月19日                                                    | 次代 "Men in Black" ウィル・スミス feat. Coko                            |
| 先代 "Fly" シュガー・レイ                                        | カナディアンRPMロック/オルタナティブ30 ナンバーワン・シングル 1997年8月25日 (ファースト・ラン) 1997年9月8日 (セカンド・ラン) | 次代 "Fly" シュガー・レイ "Anybody Seen My Baby?" ローリング・ストーンズ |